# 瞞天殺機
是一部2014年的劇情電影，由蘇珊娜·比爾執導，改編自美國作家朗恩·瑞許的2008年英文同名小說《惡女心計》。主演是畢列·谷巴和珍妮花·羅倫絲，兩人飾演一對新婚夫婦，在1930年代的北卡羅萊納州經營木材生意。

## 製作
本片最初是由戴倫·艾洛諾夫斯基執導，安祖蓮娜·祖莉扮演英文片名角色。蘇珊娜·比爾取代艾洛諾夫斯基擔任導演，珍妮花·羅倫絲被錄用。羅倫絲推薦了畢列·谷巴，她之前曾與他在《失戀自作業》中合作過；他們相處得非常好，經常談到未來的合作。當羅倫絲讀到《瞞天殺機》的劇本時，她給了谷巴一份副本，並問他是否願意和她一起拍。他同意了，比爾讓他扮演George Pemberton。
這是谷巴和羅倫絲第三次共同主演的電影，之前是《失戀自作業》和《騙海豪情》。

## 外部連結
- 互联网电影数据库（IMDb）上《Serena》的资料（英文）
- Box Office Mojo上《Serena》的資料（英文）
- 爛番茄上《Serena》的資料（英文）
- Metacritic上《Serena》的資料（英文）